# Piera Macchi
Piera Macchi (Varese, 5 marzo 1959) è un'ex sciatrice alpina italiana.

## Biografia
Specialista delle prove tecniche originaria di Besnate, nel 1978 esordì in Coppa del Mondo, mentre in Coppa Europa ottenne il 3º posto nella classifica di slalom speciale nella stagione 1978-1979; in Coppa del Mondo ottenne il primo piazzamento l'8 dicembre 1979 a Maribor in slalom speciale (8ª) e i migliori risultati il 18 dicembre 1980 ad Altenmarkt-Zauchensee e il 31 gennaio 1981 a Les Diablerets nella medesima specialità (4ª). Sempre in slalom speciale ai Mondiali di Schladming 1982 fu 11ª; l'ultimo piazzamento della sua carriera fu il 6º posto ottenuto nello slalom speciale di Coppa del Mondo disputato all'Alpe d'Huez il 21 marzo dello stesso anno. Si ritirò nel 1984; non prese parte a rassegne olimpiche, non avendo potuto disputare quella di Lake Placid 1980 a causa di un infortunio.

## Palmarès

### Coppa del Mondo
- Miglior piazzamento in classifica generale: 26ª nel 1981

### Campionati italiani
- 2 medaglie[3]:
  - 1 bronzo (slalom gigante nel 1981; slalom speciale nel 1982)